# Stefan Hofer (Politiker, 1975)
Stefan Hofer (* 12. August 1975 in Bern) ist ein Schweizer Politiker (SVP).

## Politische Tätigkeit
Stefan Hofer war von 2016 bis 2020 Mitglied des Berner Kantonsparlaments (Grosser Rat) und dort in der Gesundheits- und Sozialkommission (GSoK) tätig. Im selben Jahr wurde er zudem in das Stadtparlament (Stadtrat) von Bern gewählt, in dem er die SVP in der städtischen Aufsichtskommission vertritt. Er war Präsident des überparteilichen kantonalbernischen Referendumskomitees «Nein zum Luxus-Tram Bern – Ostermundigen», das knapp zustande kam und am 4. März 2018 ebenso knapp abgelehnt wurde.

## Privatleben
Hofer ist in Bern aufgewachsen, verheiratet und Vater von drei Kindern. Er arbeitet als Berufspilot und Unternehmer.
Als Unternehmer sorgte er mehrfach für Schlagzeilen. Er soll hohe Mieten von Sozialhilfeempfängern kassiert und sich von einer konkursiten Firma distanziert haben, die laut Handelsregister weiterhin an seiner Wohnadresse registriert sei. Ende Mai 2024 wurde er u. a. wegen Betrugs vom Wirtschaftsstrafgericht des Kantons Bern zu einer unbedingten Freiheitsstrafe von drei Jahren und vier Monaten verurteilt. Das Urteil kann noch beim Obergericht des Kantons Bern und später allenfalls beim Bundesgericht angefochten werden.